# Croce Rossa della Repubblica Democratica del Congo

il simbolo della Croce Rossa

La Croce Rossa della RDC è la società nazionale di Croce Rossa della Repubblica Democratica del Congo, stato dell'Africa centrale. L'Associazione conta 85 000 volontari attivi, ed è la più grande del paese.

## Denominazione ufficiale
- Croix-Rouge de la République démocratique du Congo, (abbreviato Croix-Rouge de la RDC o CRRDC) in lingua francese, idioma ufficiale del paese;
- Red Cross of the Democratic Republic of Congo, in lingua inglese, utilizzata internazionalmente.

## Storia
La Società della Croce Rossa è stata fondata nel 1888, al tempo dello Stato Libero del Congo, territorio coloniale di diretta proprietà di Leopoldo II del Belgio.
Nel 1961, un anno dopo l'indipendenza il nuovo governo di Patrice Lumumba riconobbe ufficialmente la CRRDC come Società Nazionale di Croce Rossa, che nel 1963 venne ammessa nel Movimento internazionale. Nel 1965 vennero adottati gli statuti originali, che nel 2000 sono stati revisionati ed aggiornati e presentati all'assemblea generale per l'approvazione.

## Struttura
I più alti organi di governo della Società sono:
- l'Assemblea Generale (Assemblée générale),
- il Comitato Centrale (Comité central),
- l'Ufficio Esecutivo (Bureau exécutif).